# PK-35 Vantaa
PK-35 Vantaa (anteriormente Pallokerho-35 o PK-35) es una entidad deportiva finlandesa, situada en la ciudad de Vantaa. Actualmente milita en la Ykkönen, la segunda división del fútbol finlandés. Es local en el Myyrmäen jalkapallostadion, en el distrito de Myyrmäki, Vantaa.

## Historia

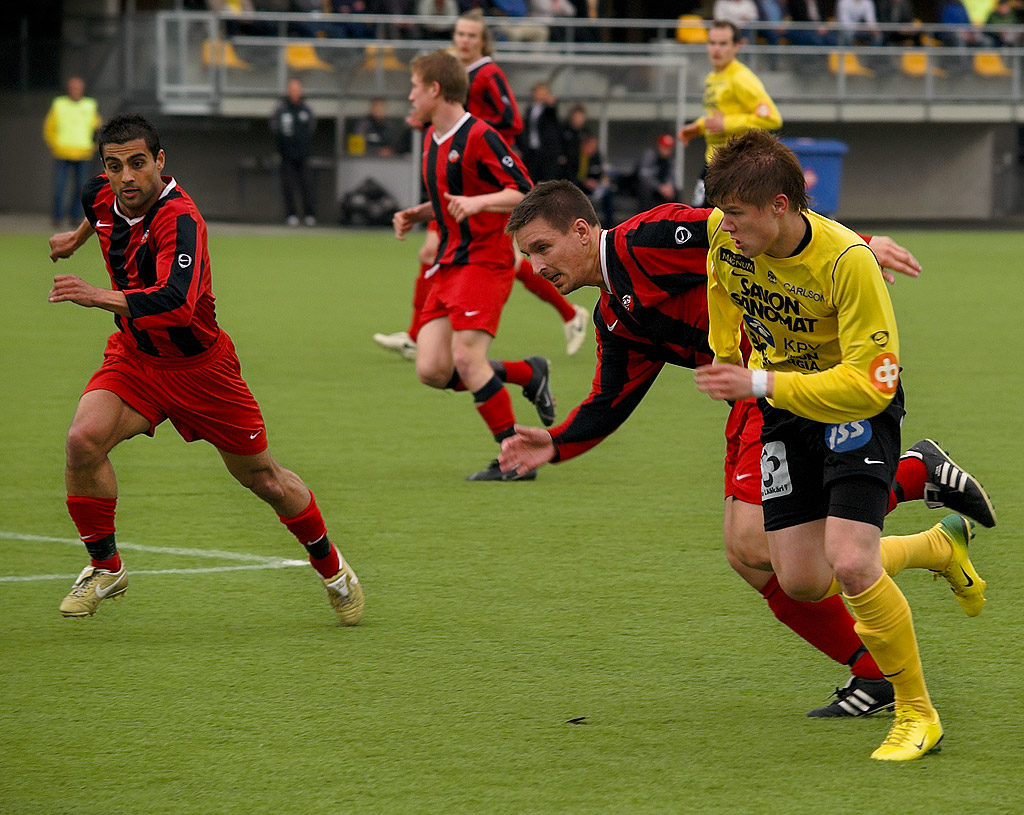
PK-35 en un partido contra KuPS en 2007.

El club fue fundado en la ciudad de Vyborg, en 1935, bajo el nombre Viipurin Pallokerhoon (ViPK). Luego de la Guerra de Invierno y la Segunda Guerra Mundial, fue trasladado a Helsinki, la capital finlandesa en 1948. Su mayor logro fue salir 3° en la Veikkausliiga y 2° en la Copa. En 1997, fue dirigido por Pasi Rautiainen y consiguió el ascenso a la Veikkausliiga, aunque luego de algunos problemas económicos el primer equipo fue comprado por el empresario Hjallis Harkimo y renombrado FC Jokerit. Aun así, la entidad conocida como PK-35, continuó participando en divisiones bajas usando su nombre original. En 2001 ascendió a la Kakkonen, tercera división finlandesa, en 2005 a la Ykkönen y en 2015 a la Veikkausliiga.

### Traslado a Vantaa

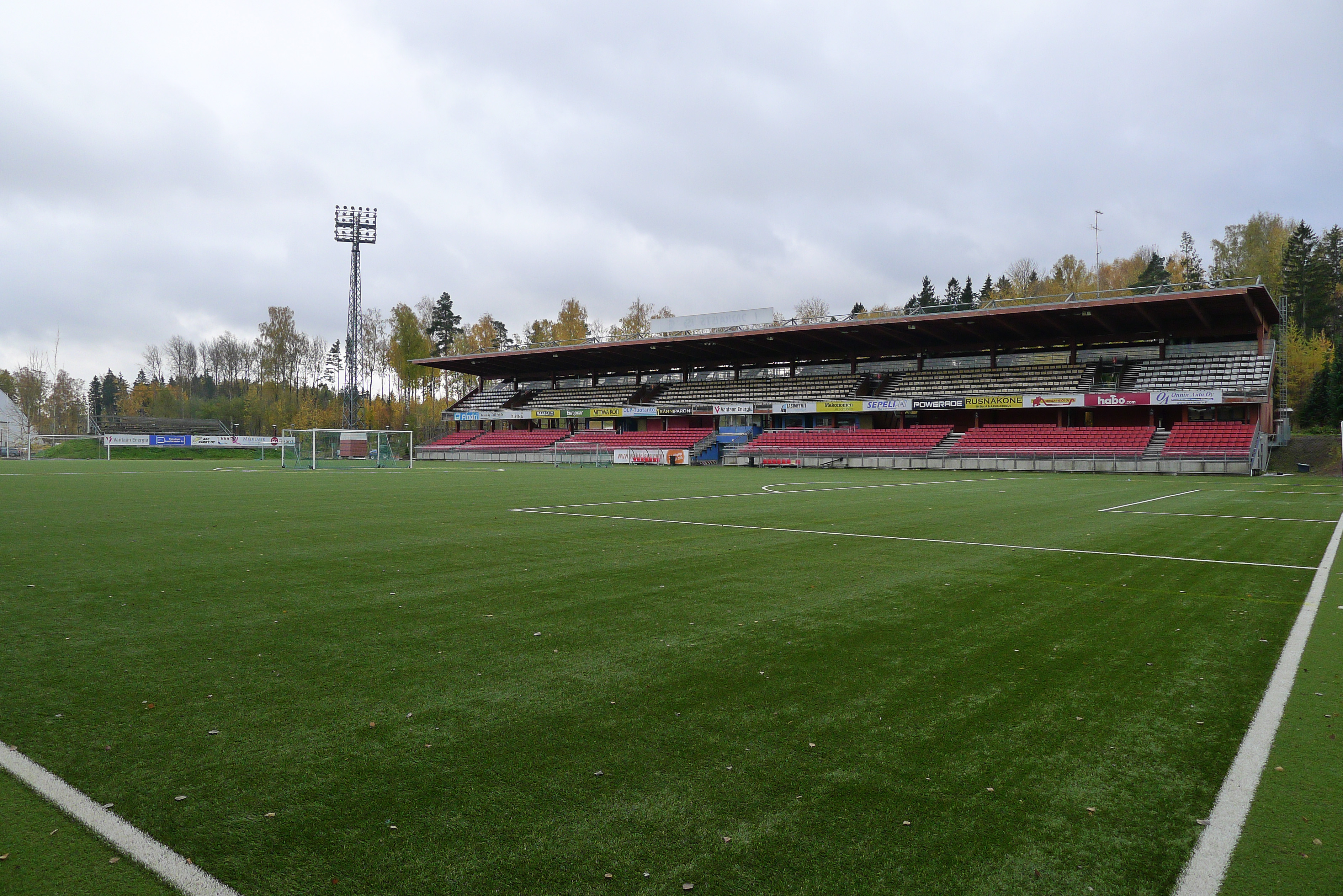
Myyrmäen jalkapallostadion.

Luego de la temporada 2008 decidió trasladarse, tanto en fútbol masculino como en femenino a la ciudad dormitorio de Vantaa, donde jugarían en el ISS Stadion que luego fue renombrado como Myyrmäen jalkapallostadion y así sigue en la actualidad. Al mismo tiempo, se incluyó el nombre de la ciudad en el nombre oficial del equipo, compitiendo bajo el nombre de PK-35 Vantaa. Sin embargo sus inferiores se mantuvieron en Helsinki, llamándose oficialmente PK-35 ry.

## Entrenadores

### Entrenadores destacados
- Shefki Kuqi[4]

## Equipo femenino
El club dio lugar al fútbol femenino a partir de 1982, aunque en los últimos años ha incrementado su palmarés y su popularidad. Participó en cuatro de las últimas cinco ediciones de la Liga de Campeones Femenina de la UEFA y en todas ha superado la fase de grupos.

### Palmarés
- Naisten Liiga (5)[6]
  - 2010, 2011, 2012, 2014, 2015[7]

- Naisten Cup (3)[8]
  - 2011, 2012, 2013